# جودت عيد
جودت عيد (وُلد في شباط 1970 في الناصرة –) هو كاتب وشاعر فلسطيني، يكتب القصة، الشعر، أدب الأطفال والمقالة. حاصل على شهادة الدكتوراه في التربية والعلوم الاجتماعية، ودرجة الماجستير في العمل الاجتماعي إضافة إلى تأهيل في علم النفس ومساقات في اللغة العربية وأدب الأطفال. 
يعمل محاضرًا في العلوم الاجتماعية، وعلم النفس والتربية، في كلية أورانيم وجامعة حيفا وفي كلية التمريض في الناصرة، ويُعد رئيس الطاقم الوقائي الارشادي قسم الصدمات النفسية مستشفى رامبام حيفا.

## جوائز
حائز على:
- منحة بستان ملتقى الكتاب، المكتبة الوطنية القدس (2017)

- منحة دائرة الثقافة مفعال هبايس لإصدار كتاب (2014)

- جائزة الابداع «التفرغ الأدبي» وزارة الثقافة والعلوم (2013)

- جائزة «الأديب البيئي» جمعية الجليل (2008)

- جائزة «العامل الاجتماعي المتفوّق» (1999) مستشفى رامبام ووزارة الصحة

- شهادات تقدير من مؤسسات اجتماعية، تربوية وثقافية.

## إصدارات قصصية
- الأول قصَّة قصيرة (1999)

- فتاة التلال مجموعة قصصية ونصوص،مكتبة كل شيء، حيفا (2008) [2]

- بحيرة الحسون، سلسلة أغصان الزيتون، مكتبة كل شيء، حيفا (2009)

## شعر ونثر
- نشاز بين الجسد والهجرة (2003)

- غزل وشيء من مطر (نصوص نثرية)، منشورات مواقف -مؤسسة المواكب ودار الهدى للطباعة والنشر كريم، كفر قرع (2010)،

- مساحة افتراضية ومكان (2015)

## إصدارات للأطفال
- رمّان والينبوع السحري (2007) [3]

- مرمورة وحبة البندورة (2007) [4]

- ثلاث أسماك وسمكة (2008)

- من هو صديق راني السريّ؟ (2010)

- الحديقة السحرية (2011)

- جونا والكرمل (2012)

- فراشة الشمس (2014)

- عنقود العنب العجيب (2014)

- لعبة جديدة (2015)

- حكاية القمر (2015)

- حكاية لوزة (2016)

- يوم ماطر في حديقة ريما (2018)

- ماذا تأكل ناي؟(2019)

- نمور البطل الصغير (2019)

- مسرح أطفال: جزيرة الأسرار (2010)

- نورا المشاكسة (2014)

- أغاني: صباح الخير يا أمي، شوق المكان. فيلم قصير: كما أحب الله العالم (توثيقي/ دراما)

## ترجمة أعمال عالمية للأطفال
- ترجمة: مكتبة الفانوس: خلد وزغلول (2016)

- فيني وفليني العصا السحرية 1 (2017)

- ما هذا؟ حكاية بذرة (2017)

- دجاجة حمراء صغيرة (2018)

- جيران مضجون (2018)

- فيني وفليني مشوار على العصا السحرية 2 (2018)

- مركز الكتاب والمكتبات: تصبح على خير أيها الغول (2015)

- تحرير الجنّيات (2016)

- عندليب ملك الصين (2016)

- تسلتنر للنشر: ماذا يمكن أن تفعل بفكرة؟ (2016)

- ترجمة مهنية وعلمية: التخنيون (2014- 2016)/ بطيرم (2009- 2016)/ السلطة الوطنية للأمان على الطرق (2012)

- إعداد وتحرير أدبي: مؤسسة بطيرم: دبدوب عزيز (2010)

- مركز الكتاب والمكتبات: العم أسامة في براري رومانيا (2014)

- ماري كوري (2015)

- غاندي (2015)

- نقطة ونقيطة (2015)

- إلى اين أذهب عندما أغضب (2016)